# A golpe de folklore
A golpe de folklore es el decimoséptimo álbum de estudio de la orquesta de salsa colombiana Niche, publicado en 1999. El álbum incluye 6 temás inéditos y 2 versiones nuevas de "Atrateño" y "Mi Mamá Me Ha Dicho".

## Antecedentes
A inicios de 1999, el cantante Álvaro Granobles, quien terminaba de grabar un disco con la orquesta Yambao, es llamado por Jairo Varela para ser vocalista oficial del Grupo Niche.

## Lista de canciones
Todas las canciones escritas y compuestas por Jairo Varela. 
| N.º | Título                                  | Intérprete(s)                              | Duración |  |
| 1.  | «A golpe de folklore»                   | Willy García, Javier Vásquez, Beto Caicedo | 4:56     |  |
| 2.  | «Yo no tomo con hombre»                 | Willy García, Javier Vásquez, Beto Caicedo | 5:28     |  |
| 3.  | «Han cogido la cosa»                    | Willy García                               | 4:43     |  |
| 4.  | «Buscaré la forma»                      | Willy García, Álvaro Granobles             | 5:04     |  |
| 5.  | «La pandereta»                          | Willy García, Javier Vásquez, Beto Caicedo | 4:53     |  |
| 6.  | «Un beso»                               | Willy García                               | 5:04     |  |
| 7.  | «Atrateño» (segunda versión)            | Beto Caicedo, Willy García                 | 5:26     |  |
| 8.  | «Mi mamá me ha dicho» (segunda versión) | Beto Caicedo                               | 5:23     |  |

## Créditos

### Músicos
- Bajo: Francisco "Pacho" Ocoró, José Tabares (invitado)
- Bongó: Jimmy Zaa
- Cantantes: Willy García, Beto Caicedo, Javier Vásquez, Álvaro Granobles
- Congas: Fabián Picón
- Coros: Álvaro Granobles, Javier Vásquez, Willy García, Beto Caicedo, Tito Gómez (invitado)
- Piano: Michael Haase, Julio Abadía
- Timbal: Junior Quiñonez
- Trombón 1: Alberto Barros
- Trombón 2: Daniel Alfonso
- Trombón 3: Leo Aguirre
- Trompeta 1: Javier Bahamón
- Trompeta 2: Oswaldo Ospino
- Trompeta 3: Raúl Agraz (invitado)

### Producción
- Arreglos y dirección general: Jairo Varela
- Arreglos y productor en estudio: Alberto Barros
- Ingeniero en estudio: Jhon Fausty, Jhon Jairo Toro (asistente)